# Velocipes
Velocipes is een mogelijk geslacht van theropode dinosauriërs dat tijdens het late Trias leefde in het gebied van het huidige Polen. De enige benoemde soort is Velocipes guerichi.

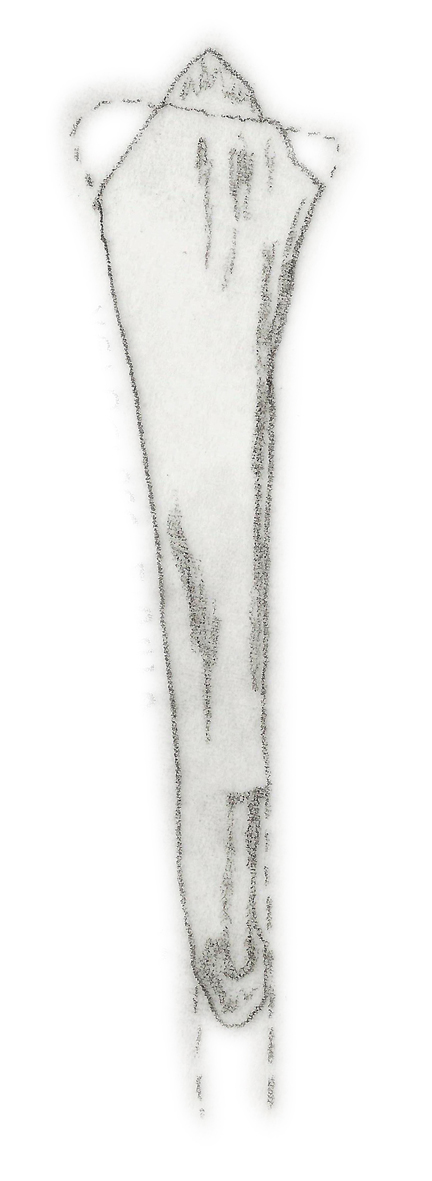
Een schets van het kuitbeen

In de late negentiende eeuw vond de botanicus Georg Julius Ernst Gürich in Opper-Silezië, in de Fösterei Kotzuren, tegenwoordig het Poolse Kocury (Górny Śląsk), fossielen van reptielen. Enige daarvan benoemde hij in 1884 zelf maar een stuk scheenbeen bleef zonder naam. Het maakt tegenwoordig deel uit van de collectie van het Hamburger Johann Heinrich von Thünen-Institut maar heeft geen gepubliceerd inventarisnummer.
In 1932 besloot Friedrich von Huene het dier alsnog te benoemen als de typesoort Velocipes guerichi. De geslachtsnaam is afgeleid van het Latijnse velox, "snel", en pes, "voet". De soortaanduiding eert de ontdekker.
Het fossiel is gevonden in een laag van de Lissauer Breccia die dateert uit het Norien. Het bestaat uit het bovenste deel van een linkerkuitbeen. Het bot is ook aan de bovenkant beschadigd.
Velocipes wordt vaak gezien als een vrij klein dier. Dat is echter onjuist: het bewaarde deel van het kuitbeen is al 395 millimeter lang. Dat duidt op een heuphoogte van een meter en een lengte van zo'n vier meter.
Von Huene zag Velocipes als een theropode. Vaak werd het taxon beschouwd als een nomen dubium. In 2000 meende Oliver Walter Mischa Rauhut na persoonlijke inspectie van het volgens hem zwaar beschadigde fossiel dat de vondst misschien helemaal geen dinosauriër betrof en classificeerde het exemplaar als Vertebrata indeterminata, wat zou betekenen dat er weinig meer van gezegd zou kunnen worden dan dat het een bot was. In 2004 echter stelde Ronald Tykoski dat het om een lid van de theropode Ceratosauria ging, zij het een nomen dubium. De status als theropode werd bevestigd door een Poolse herziening van zulke vondsten in 2014 en 2016. 